# Adeliza di Normandia
Adeliza, o Alice o Adelaide in francese  Adélaïde de Normandie (fille du Conquérant) (Normandia, tra il 1055 e il 1057 – 7 dicembre dopo il 1066 o prima del 1113), è stata una principessa del regno d'Inghilterra.

## Origine
Sia secondo il monaco e cronista normanno Guglielmo di Jumièges, autore della sua Historiæ Normannorum Scriptores Antiqui, che secondo il cronista e monaco benedettino dell'abbazia di Malmesbury, nel Wiltshire (Wessex), Guglielmo di Malmesbury e il monaco e cronista inglese, Orderico Vitale, ed ancora il cronista e monaco benedettino inglese, Matteo di Parigi, era figlia del duca di Normandia e re d'Inghilterra, Guglielmo il Conquistatore, e di Matilde delle Fiandre (1032 - 1083), che, secondo la Genealogica Comitum Flandriæ Bertiniana, era figlia di Baldovino V, conte delle Fiandre, e della sorella del re di Francia, Enrico I, Adele di Francia, che secondo la Genealogiæ Scriptoris Fusniacensis era figlia del re di Francia, Roberto II, detto il Pio.
Guglielmo il Conquistatore, sempre secondo Guglielmo di Jumièges, era l'unico figlio (illegittimo) del sesto signore della Normandia, il quarto ad ottenere formalmente il titolo di Duca di Normandia, Roberto I e della sua concubina(un'unione secondo il more danico o uso vichingo, quindi pagano) Herleva di Falaise detta anche Arletta (1010 circa –1050 circa), di umili origini, che, secondo Guglielmo di Jumièges, era la figlia di Fulberto o Herberto, un cameriere del duca (Herleva Fulberti cubicularii ducis filia) e della moglie Duda o Duwa, come ci conferma la Chronica Albrici Monachi Trium Fontium.
Suoi fratelli furono i re d'Inghilterra, Guglielmo il Rosso e Enrico Beauclerc e il duca di Normandia, Roberto il Corto o il Cortacoscia.

## Biografia
Di Adeliza si hanno poche notizie.
Non è molto chiaro l'ordine di nascita di Adeliza poiché Orderico Vitale la elenca sia come figlia primogenita, che secondogenita oppure ancora terzogenita, Guglielmo di Jumièges la cita come figlia terzogenita, Matteo di Parigi, invece la cita come la quarta figlia femmina ed infine per Guglielmo di Malmesbury, che dice di essersi scordato il nome era la quarta o la quinta figlia femmina.
Tutti i cronisti dell'epoca confermano che Adeliza fu promessa in matrimonio ad Aroldo, conte di Wessex:
- Guglielmo di Jumièges, nel capitolo XXXI del libro VII delle Historiæ Normannorum Scriptores Antiqui, racconta che Aroldo, dopo aver attraversato La Manica, approdò sulle coste del Ponthieu e fu catturato da Guido, conte di Abbeville; dopo che Aroldo era stato liberato da Guglielmo il padre di Adeliza, Aroldo visse in Normandia, partecipando anche ad una spedizione contro i Bretoni, e dopo che aveva fatto atto di sottomissione a Guglielmo, gli fu promessa in sposa Adeliza[17]. Ma Aroldo non mantenne la parola data[17].
Nel capitolo XXXIV del libro VIII ricorda che Adeliza, la figlia terzogenita era stata promessa ad Aroldo, ma data la morte di Aroldo, divenuto re d'Inghilterra, alla battaglia di Hastings, ricorda anche che le nozze non erano state consumate data la giovane età di Adeliza che morì vergine[13];
- Matteo di Parigi, pur non nominandola la ricorda come quarta figlia femmina, che era stata fidanzata con Aroldo II[14];
- Guglielmo di Malmesbury, pur non nominandola la ricorda come la figlia femmina, che era stata fidanzata con Aroldo II[16] e morì prima di essere in età da marito[16]. Come Guglielmo di Jumièges, anche il Malmesbury, nel suo Chronicle of the Kings of England, ricorda che Adeliza (pur non nominandola), ancora bambina, era stata promessa ad Aroldo, dopo che quest'ultimo era stato liberato Da Guglielmo a cui aveva giurato fedeltà[18];
- infine Orderico Vitale, mentre in un passaggio ci conferma che Adeliza fu la fidanzata di Aroldo II[1], in un altro passaggio ci dice che colei che fu fidanzata con Aroldo II era la sorella Agata, la stessa che poi fu fidanzata al Re di León, Alfonso VI[19], mentre di Adeliza dice che era una bellissima fanciulla che si fece suora e fece una vita ritirata[20].

Molto probabilmente, dopo il mancato matrimonio con Aroldo II, come ci dice Qrderico Vitale, Adeliza si fece suora. Anche lo scrittore, storico e teologo anglosassone, Eadmero di Canterbury, nel suo History of Recent Events in England, conferma che Adeliza si fece suora, ed il Notice sur le cartulaire du comté de Rethel, Annuaire-Bulletin de la société de l´histoire de France, Année 1867, 2ème partie, pp. 1-160 annovera Adeliza, con la madre, Matildee le sorelle, Matilde e Costanza, nell'elenco delle suore dell'abbazia de la Trinité di Caen. Infine anche la professoressa Elisabeth Van Houts ci conferma che si fece suora e morì nel monastero di Préaux.
La data della morte di Adeliza non è nota, senz'altro dopo il 1066, quando viene citata per l'ultima volta e prima del 1113, come sostiene la Van Houts; comunque secondo il Eglise cathédrale de Chartres, Nécrologe du xi siècle degli Obituaires de Sens Tome II Adeliza morì dopo il 1066, il 7 dicembre ed il padre, Guglielmo il Conquistatore, fece una donazione in suffragio della sua anima (quindi prima del 1087), mentre il Prieuré de Saint-Nicaise de Meulan sempre degli Obituaires de Sens Tome II, comunica la morte di Adeliza (Adelina filia regis Anglorum) senza precisare giorno e anno.

## Figli
Adeliza non generò alcun figlio.

## Ascendenza
|                           |                         |                       | Genitori                    |  |  | Nonni |  |  | Bisnonni                 |  |  | Trisnonni               |  |
|                           |                         |                       |                             |  |  |       |  |  | Riccardo II di Normandia |  |  | Riccardo I di Normandia |  |
|                           |                         |                       |                             |  |  |       |  |  | Riccardo II di Normandia |  |  | Riccardo I di Normandia |  |
|                           |                         | Gunnora di Normandia  |                             |  |  |       |  |  | Riccardo II di Normandia |  |  |                         |  |
| Roberto I di Normandia    |                         |                       |                             |  |  |       |  |  | Riccardo II di Normandia |  |  |                         |  |
|                           |                         | Giuditta di Bretagna  | Conan I di Bretagna         |  |  |       |  |  |                          |  |  |                         |  |
|                           |                         | Giuditta di Bretagna  | Conan I di Bretagna         |  |  |       |  |  |                          |  |  |                         |  |
|                           |                         | Giuditta di Bretagna  | Ermengarde-Gerberga d'Angiò |  |  |       |  |  |                          |  |  |                         |  |
| Guglielmo I d'Inghilterra |                         | Giuditta di Bretagna  |                             |  |  |       |  |  |                          |  |  |                         |  |
|                           |                         | Fulbert di Falaise    | …                           |  |  |       |  |  |                          |  |  |                         |  |
|                           |                         | Fulbert di Falaise    | …                           |  |  |       |  |  |                          |  |  |                         |  |
|                           |                         | Fulbert di Falaise    | …                           |  |  |       |  |  |                          |  |  |                         |  |
| Herleva                   |                         | Fulbert di Falaise    |                             |  |  |       |  |  |                          |  |  |                         |  |
|                           |                         | Duda                  | …                           |  |  |       |  |  |                          |  |  |                         |  |
|                           |                         | Duda                  | …                           |  |  |       |  |  |                          |  |  |                         |  |
|                           |                         | Duda                  | …                           |  |  |       |  |  |                          |  |  |                         |  |
| Adeliza di Normandia      |                         | Duda                  |                             |  |  |       |  |  |                          |  |  |                         |  |
|                           | Baldovino IV di Fiandra | Arnolfo II di Fiandra |                             |  |  |       |  |  |                          |  |  |                         |  |
|                           | Baldovino IV di Fiandra | Arnolfo II di Fiandra |                             |  |  |       |  |  |                          |  |  |                         |  |
|                           | Baldovino IV di Fiandra | Rozala d'Ivrea        |                             |  |  |       |  |  |                          |  |  |                         |  |
| Baldovino V di Fiandra    | Baldovino IV di Fiandra |                       |                             |  |  |       |  |  |                          |  |  |                         |  |
|                           |                         | Ogiva di Lussemburgo  | Federico di Lussemburgo     |  |  |       |  |  |                          |  |  |                         |  |
|                           |                         | Ogiva di Lussemburgo  | Federico di Lussemburgo     |  |  |       |  |  |                          |  |  |                         |  |
|                           |                         | Ogiva di Lussemburgo  | Ermentrude (?)              |  |  |       |  |  |                          |  |  |                         |  |
| Matilde delle Fiandre     |                         | Ogiva di Lussemburgo  |                             |  |  |       |  |  |                          |  |  |                         |  |
|                           |                         | Roberto II di Francia | Ugo Capeto                  |  |  |       |  |  |                          |  |  |                         |  |
|                           |                         | Roberto II di Francia | Ugo Capeto                  |  |  |       |  |  |                          |  |  |                         |  |
|                           |                         | Roberto II di Francia | Adelaide d'Aquitania        |  |  |       |  |  |                          |  |  |                         |  |
| Adele di Francia          |                         | Roberto II di Francia |                             |  |  |       |  |  |                          |  |  |                         |  |
|                           |                         | Costanza d'Arles      | Guglielmo I di Provenza     |  |  |       |  |  |                          |  |  |                         |  |
|                           |                         | Costanza d'Arles      | Guglielmo I di Provenza     |  |  |       |  |  |                          |  |  |                         |  |
|                           |                         | Costanza d'Arles      | Adelaide d'Angiò            |  |  |       |  |  |                          |  |  |                         |  |
|                           |                         | Costanza d'Arles      |                             |  |  |       |  |  |                          |  |  |                         |  |

### Fonti primarie
- (LA) Matthæi Parisiensis, monachi Sancti Albani, Chronica majora, vol I..
- (LA) Matthæi Parisiensis, monachi Sancti Albani, Chronica majora, vol II..
- (LA) Obituaires de Sens Tome II..
- (LA) Monumenta Germaniae Historica, Scriptores, tomus IX. URL consultato il 1º marzo 2020 (archiviato dall'url originale il 13 giugno 2018)..
- (LA) Monumenta Germaniae Historica, Scriptores, tomus XIII. URL consultato il 1º marzo 2020 (archiviato dall'url originale il 12 ottobre 2014)..
- (LA) Monumenta Germanica Historica, tomus XXIII. URL consultato il 1º marzo 2020 (archiviato dall'url originale il 29 maggio 2014)..
- (LA) Ordericus Vitalis, Historia Ecclesiastica, vol. II..
- (LA) Ordericus Vitalis, Historia Ecclesiastica, vol. unicum..
- (LA) ORDERICI VITALIS, ECCLESIASTICtE historije, LIBRI TREDECIM., TOMUS III (TXT)..
- (EN) Chronicle of the Kings of England: From the Earliest Period to the Reign, of king William's children..
- (LA) Historiæ Normannorum Scriptores Antiqui..

### Letteratura storiografica
- Louis Halphen, "La Francia dell'XI secolo", cap. XXIV, vol. II (L'espansione islamica e la nascita dell'Europa feudale) della Storia del Mondo Medievale, 1999, pp. 770–806.
- William John Corbett, "L'evoluzione del ducato di Normandia e la conquista normanna dell'inghilterra", cap. I, vol. VI (Declino dell'impero e del papato e sviluppo degli stati nazionali) della Storia del Mondo Medievale, 1999, pp. 5–55.
- William John Corbett, "Inghilterra, 1087-1154", cap. II, vol. VI (Declino dell'impero e del papato e sviluppo degli stati nazionali) della Storia del Mondo Medievale, 1999, pp. 56–98.